# Otomis
Ne doit pas être confondu avec Otomaques.

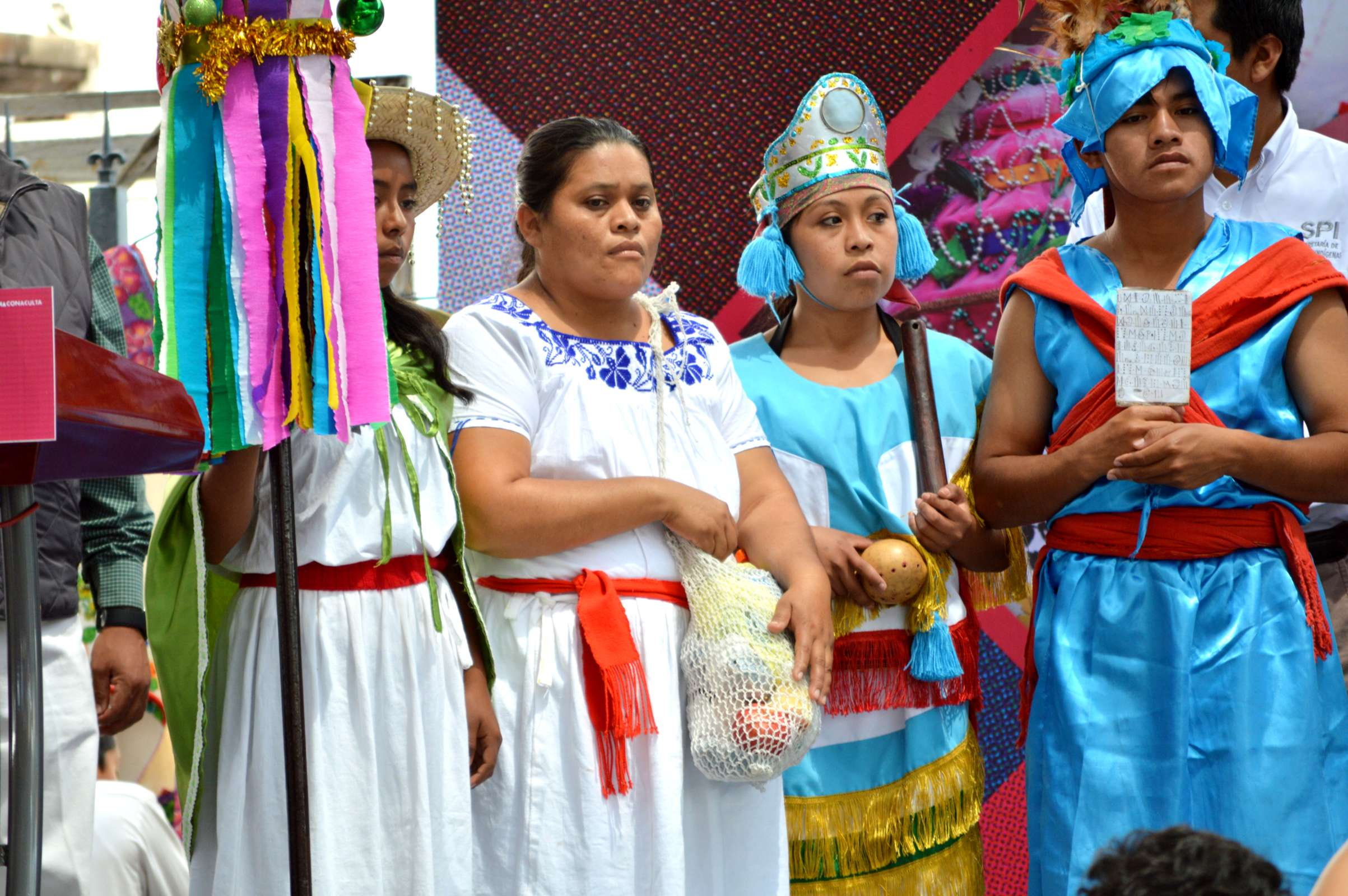
Participantes otomi à un festival de musique et de danse à Uruapan.

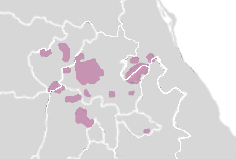
Aire géographique actuelle des Otomis au Mexique.

Les Otomis (exonyme d'origine nahuatl, eux-mêmes se désignant sous le terme Ñähñu) sont un groupe ethno-linguistique faisant partie des indigènes du Mexique central, dont on s'accorde à souligner l'ancienneté. Ce peuple autochtone n'ayant jamais possédé de système d'écriture et n'ayant pas laissé de sites archéologiques, il n'a suscité que peu d'intérêt de la part des spécialistes de la Mésoamérique, à l'exception notable de Jacques Soustelle et surtout de Jacques Galinier. Les Otomis se désignent eux-mêmes par le mot « N’yuhu ».

## Description
Les Otomis sont actuellement établis dans une zone située au nord de la ville de Mexico, mais ils ont dû occuper une aire de dispersion bien plus étendue jadis, avant que les Nahuas viennent occuper la plus grande partie du Plateau central de Mexico. Les Otomis se définissent eux-mêmes par leur langue, qui fait partie du groupe oto-mangue, auquel appartiennent également le mixtèque et le zapotèque.

## Mexique précolombien
À l'époque préhispanique, les Otomis faisaient l'objet de nombreuses idées préconçues de la part de leurs voisins, de la même manière que certains groupes à notre époque. Les Aztèques les considéraient comme des demeurés. Bernardino de Sahagún y fait allusion dans le Codex de Florence : « Quand on gronde quelqu'un pour sa gaucherie, on a l'habitude de lui dire par méchanceté : “Que tu es sot, tu es bien otomitl ; tu ne saurais comprendre ce qu'on te dit… Tu es peut-être bien un vrai otomitl ?” » On leur reprochait en outre de trop boire et de mal s'habiller.
N'ayant jamais, à une exception près, formé d'État, les Otomis trouvaient fréquemment à s'employer comme soldats au service des cités voisines, comme le faisaient jadis les montagnards suisses en Europe, au point que chez les Aztèques, il existait un groupe de guerriers qui tiraient leur nom, « Otomi », d'une tenue militaire originaire de ce peuple. On leur attribuait également l'origine de la coutume consistant à écorcher un ennemi mort et à se revêtir de sa peau. Au moment où Hernán Cortés entra sur leur territoire, les Tlaxcaltèques envoyèrent d'abord des guerriers otomis à sa rencontre.

## Demande de restitution du codex Borbonicus
La bibliothèque de l'Assemblée nationale française possède depuis 1826 le codex Borbonicus, obtenu lors d'une vente aux enchères par le bibliothécaire du Palais-Bourbon, malgré la loi mexicaine interdisant la sortie du pays de pièces archéologiques votée deux ans plus tôt. Plaidant que ce manuscrit pluri-centenaire décrit des traditions qu’ils perpétuent encore, des représentants des Ñähñu, peuple autochtone du Mexique, demande en décembre 2024 un retour du codex dans leur pays.
Cette demande de restitution est appuyée par les députés LFI Arnaud Le Gall et Sophia Chikirou. Cette dernière, ancienne présidente du groupe d’amitié France-Mexique de l’Assemblée nationale, estime qu'« il s’agit d’une question de mémoire et de justice, qui doit être dissociée des relations diplomatiques. Nos deux pays ont beaucoup en commun et tout ce qui blesse la relation doit être soigné ».